# Мохамед Авал Исах
Мохамед Авал Исах (енгл. Mohammed-Awal Issah; рођен 4. априла 1986. у Акри) је фудбалер из Гане. Игра као задњи везни.

## Каријера
Каријеру је почео у екипи Реал спортиво, одакле је прешао у екипу Амазулу. Октобра 2008. је дошао у Београд на пробу, а у јануару 2009. године је потписао уговор са Црвеном звездом. У Звезду је дошао на препоруку тренера Ратомира Дујковића. Са црвено-белима проводи наредне две и по сезоне, а у зиму 2011. одлази у Розенборг